# Мелара
Мелара (итал. Melara) је насеље у Италији у округу Ровиго, региону Венето.
Према процени из 2011. у насељу је живело 1294 становника. Насеље се налази на надморској висини од 13 м.

## Становништво
Према резултатима пописа становништва 2011. у општини је живело 1.870 становника.
| 1931. | 1936. | 1951. | 1961. | 1971. | 1981. | 1991. | 2001. | 2011. |
| ----- | ----- | ----- | ----- | ----- | ----- | ----- | ----- | ----- |
| 3.595 | 3.560 | 3.305 | 2.718 | 2.430 | 2.272 | 2.055 | 1.927 | 1.870 |